# Wilhelm Lüdecke
Carl Friedrich Wilhelm Lüdecke (* 29. Juli 1868 in Bismark (Altmark); † 6. November 1938 in Bismark) war ein deutscher Komponist und Musikverleger.

## Leben
Wilhelm Lüdecke stammte aus einfachen Verhältnissen. Seine Eltern waren Friedrich Wilhelm Lüdecke und Marie Auguste, geb. Busch. Er hatte sieben Geschwister. Der Vater war Schuhmacher und stellte Holzpantinen her. Für ein wenig Trinkgeld trug Wilhelm die Holzschuhe in die umliegenden Dörfer u. a. nach Meßdorf. In Holzhausen, einem Nachbarort von Bismark, hütete der Junge in den Sommermonaten Kühe. In der Natur lauschte er auf die vielfältigen Stimmen der Vögel und ein alter Landlehrer entdeckte in ihm musikalische Talente. Nach seiner Schulzeit lernte er bei August Bruns in Bismark das Musizieren auf Trompete, Violine und Klavier, viel erlernte er auch im Selbststudium. Danach spielte er in verschiedenen Kapellen im Ort und außerhalb, so auch einer Lehrlingskapelle, der „Stadtpfeife“ in Pritzwalk, wo Lüdecke mit dem später berühmten Komponisten Paul Lincke spielte. Er begann außerdem selbst Stücke zu komponieren und zu arrangieren. 1884 wurden die ersten beiden Kompositionen im Verlag Linsdorf in Dessau veröffentlicht.
Im Jahr 1894 gründete Lüdecke den Musikalien-Verlag Lüdecke Bismark, Provinz Sachsen und verkaufte seine Kompositionen. Ab 1920 gehörte zu dem Verlag auch eine Druckerei, in der zeitweilig bis zu zwölf Mitarbeiter, darunter auch Musiker, beschäftigt waren. Der Verlag vertrieb bis zu 1200 eigene Werke Lüdeckes an bis zu 2000 Abonnenten, darunter viele Berufsmusiker. Dazu kamen bis zu 120 einzelne tägliche Bestellungen, der Export erfolgte in europäische Länder, die USA, Brasilien und bis nach Indonesien. Besonders begehrt war das Bismarker Tanzalbum mit über 500 meist eigenen Kompositionen, wie dem bekannten Wanderers Abschied. Lüdeckes Märsche fanden teilweise Eingang in die preußische Armeemarschsammlung, z. B. der Marsch Leichte Kavallerie. Nach seinem Tod wurde der Verlag zunächst weitergeführt, 1945 bis 1948 von seinen Töchtern und dann aufgelöst.
In Bismark ist eine Straße nach Wilhelm Lüdecke benannt worden.

## Kompositionen (Auswahl)
- Leichte Kavallerie (Marsch)
- Abschied vom Liebchen (Walzer)
- Arm in Arm (Rheinländer)
- Wanderers Abschied (Polonaise)
- Frühling und Liebe (Walzer)
- In aller Frühe (Polka)
- Ländlich, sittlich (Altmärkischer Ländler)
- Maienglück (Marsch)
- Berliner Leben (Marsch)[3]